# Manchot de Humboldt
Pour les articles homonymes, voir Humboldt et Manchot.
Spheniscus humboldti
Espèce
Statut de conservation UICN

 VU A2bcde+3bcde+4bcde : Vulnérable
Statut CITES
Le Manchot de Humboldt (Spheniscus humboldti Meyen, 1834) est une espèce de manchots appartenant à la famille des Spheniscidae et vivant en Amérique du Sud dans les zones côtières du Pérou et du Chili. Les espèces les plus proches sont le manchot de Magellan et le manchot des Galapagos. Ce sont les manchots les plus représentés dans les zoos.

## Description et habitat

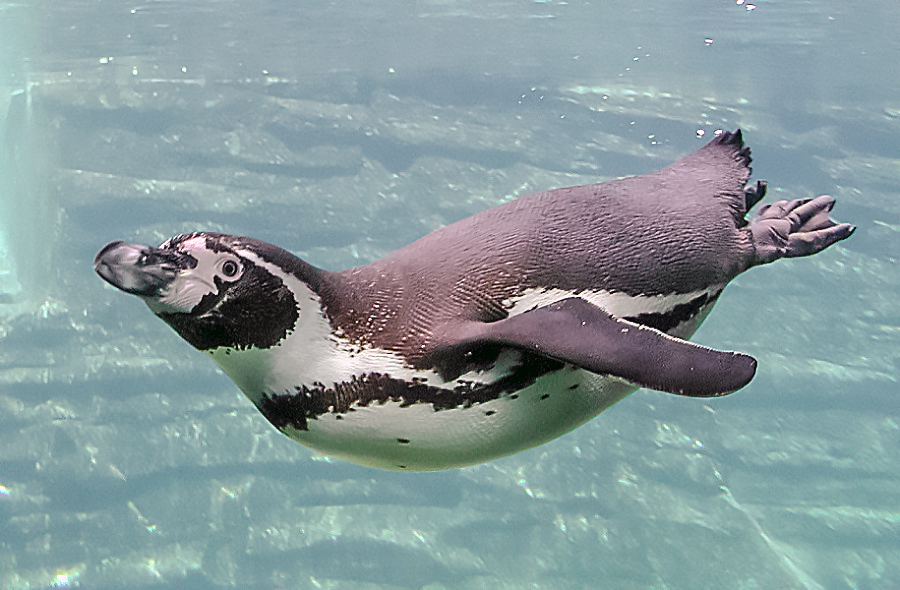
Nage sous-marine.

Ils ont une taille, moyenne pour les manchots, de 65 à 70 cm de long et un poids de 4,7 kg. Leur tête est noire, avec une bande blanche qui commence derrière les yeux et descend jusqu'à la gorge. Les manchots de Humboldt nichent sur les îles et côtes rocheuses où ils utilisent parfois les éraflures et les grottes.
Le statut actuel de ce manchot est vulnérable en raison d'une diminution de la population causée par la sur-pêche. Historiquement, il fut aussi victime de l'exploitation du guano et subit aussi la destruction de son habitat. La population actuelle est estimée à 8 000 individus.

## Alimentation
Le Manchot de Humboldt se nourrit principalement de poissons et de crustacés.

## Reproduction

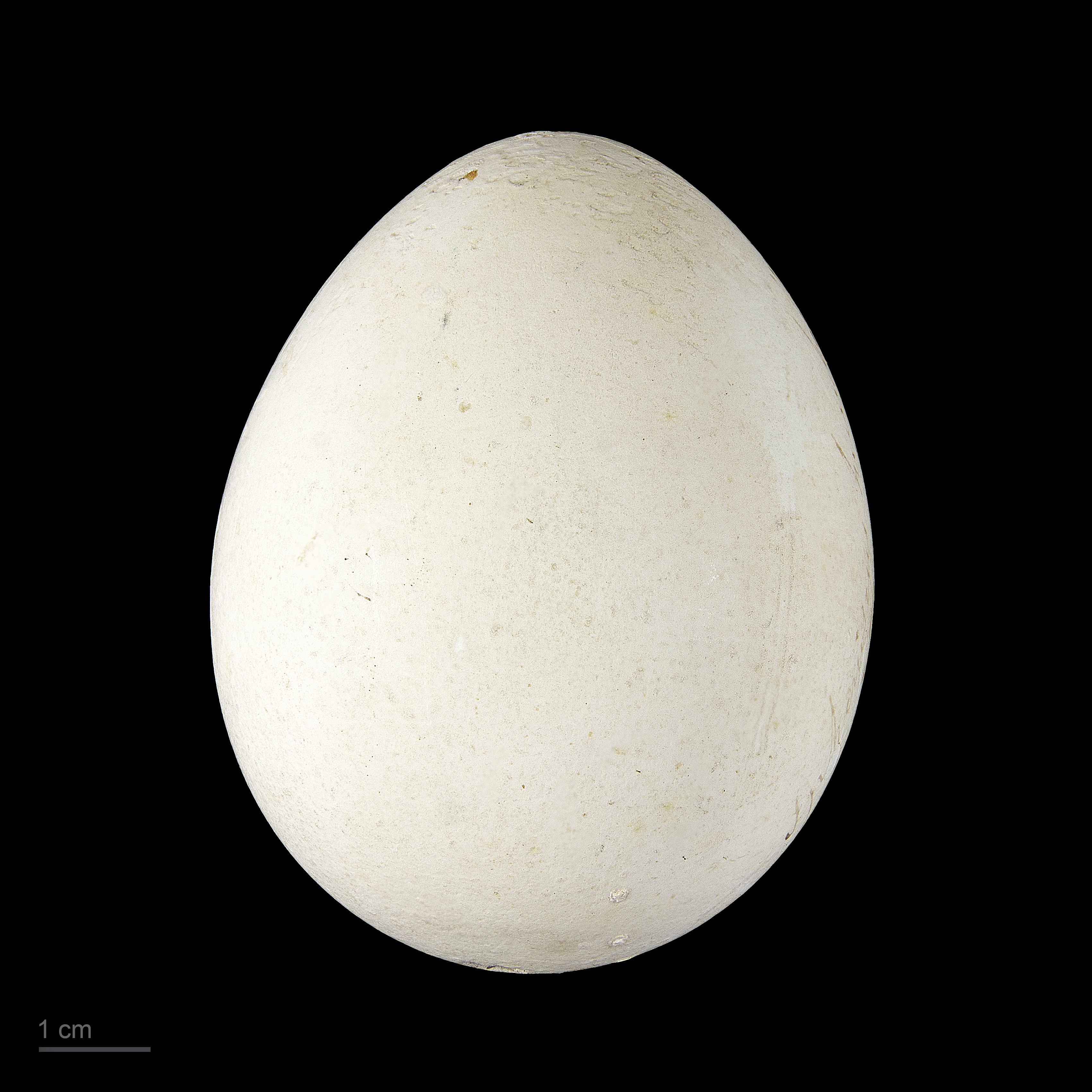
Œuf de Spheniscus humboldti - MHNT.

- Couvée : 2 œufs.
- Incubation : 43 jours.

### Sexualité
Les manchots de Humboldt du zoo de Bremerhaven (de) ont défrayé la chronique médiatique en 2005 car les mâles formaient des couples homosexuels. La direction du zoo a fait venir des femelles de Suède et des associations gays et lesbiennes ont dénoncé là une volonté de « modifier l'orientation sexuelle » des animaux. Certains couples hétérosexuels se sont formés à la suite de cette mesure à côté des couples « gays » [réf. nécessaire].

## Prédateurs
- Orque

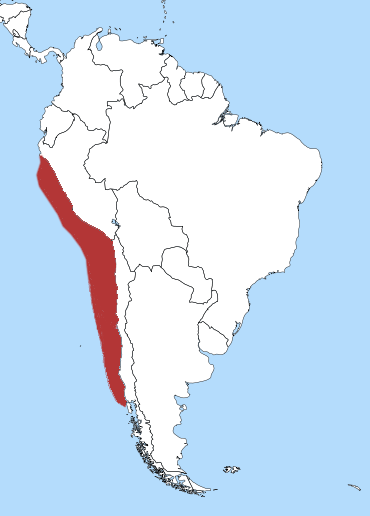
Distribution du manchot de Humboldt.

- Phoque léopard (qui peut engloutir jusqu'à 15 manchots par jour).
- Otarie
- Renard
- Serpent
- Autres oiseaux (comme le pétrel géant)

Les espèces suivantes s'attaquent plus aux œufs qu'aux manchots adultes :
- Chat sauvage ou domestique
- Les mustelidés tels que les hermine, belette et fouine
- Rat et souris